# Instituto Nacional de Estatística (Portugal)

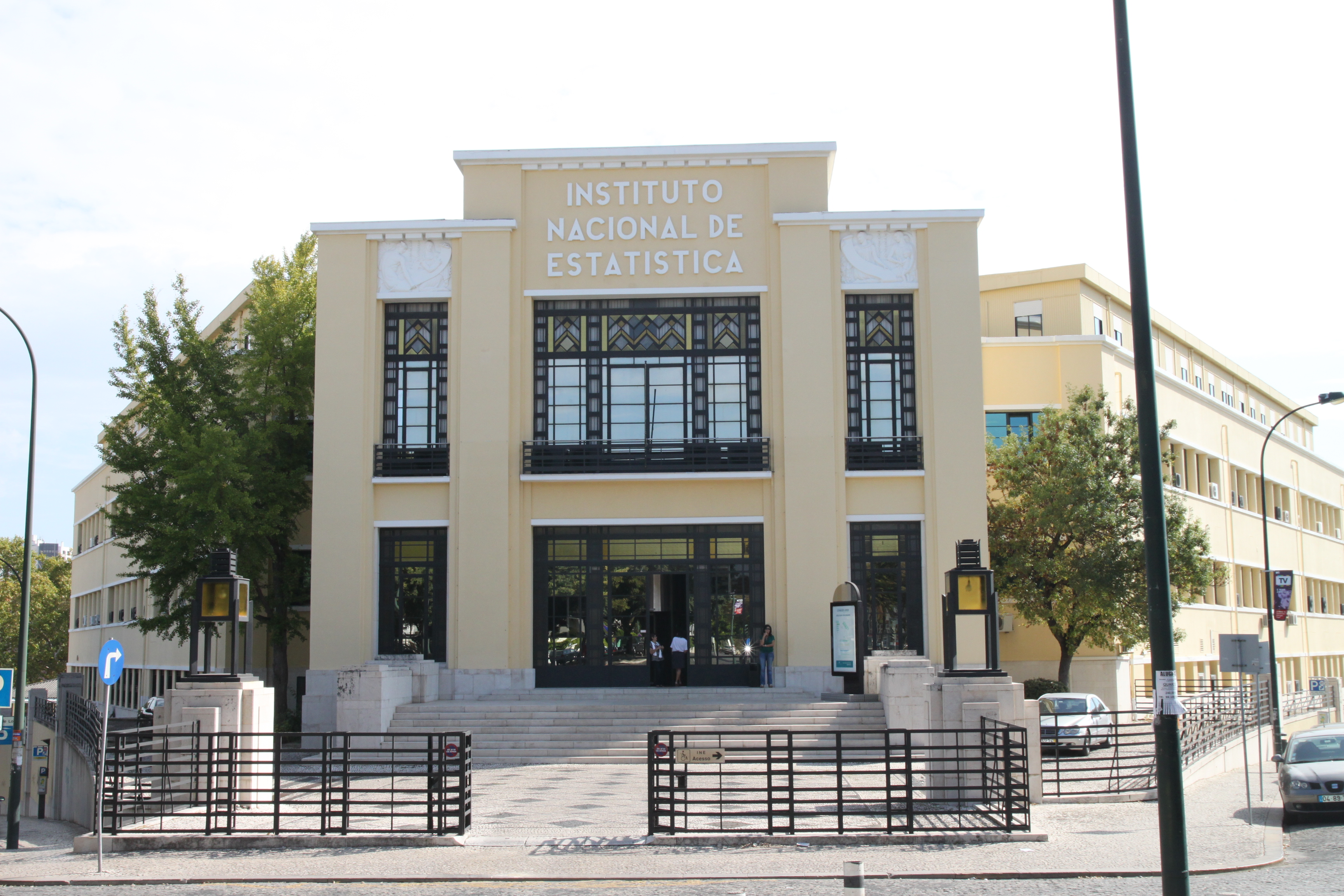
Das Instituto Nacional de Estatística in Lissabon

Das Instituto Nacional de Estatística (INE) ist das portugiesische Statistikinstitut. Unter anderem ist es für die Durchführung der Volkszählung zuständig. Das INE entstand 1935 aus der Direcção-Geral de Estatística. Zurzeit ist das Institut in Gebäuden in der Freguesia (Gemeinde) Areeiro in Lissabon untergebracht.